# 罗克洛尔
罗克洛尔（法語：Roquelaure，法語發音：[ʁɔklɔʁ]）是法国热尔省的一个市镇，属于欧什区。

## 地理
罗克洛尔（43°43'13"N, 0°34'44"E）面积21.23 平方千米，位于法国奧克西塔尼大區热尔省，该省份为法国西南部内陆省份，北起顺时针与洛特-加龙省、塔恩-加龙省、上加龙省、上比利牛斯省、大西洋比利牛斯省和朗德省接壤。
与罗克洛尔接壤的市镇（或旧市镇、城区）包括：罗克福尔、欧什、卡斯蒂永马萨斯、佩吕斯马萨斯、普雷尼昂、圣克里斯蒂。

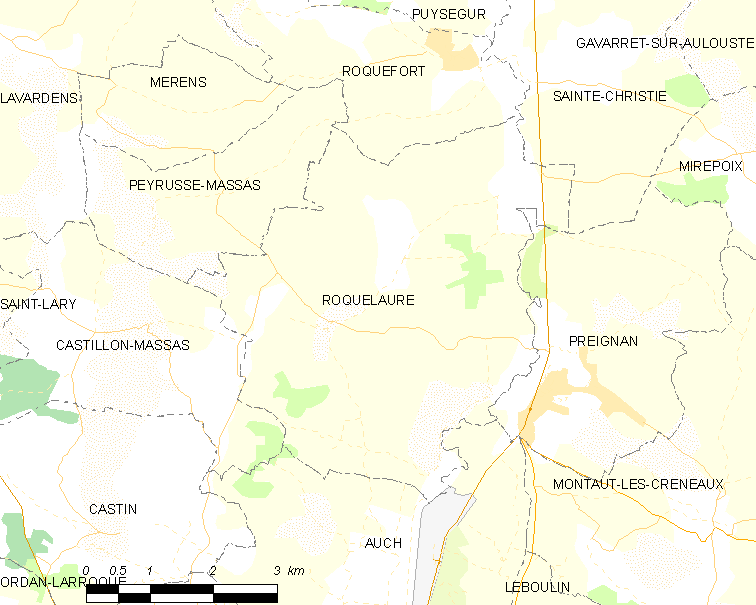
罗克洛尔的OSM定位图

罗克洛尔的时区为UTC+01:00、UTC+02:00（夏令时）。

## 行政
罗克洛尔的邮政编码为32810，INSEE市镇编码为32348。

## 政治
罗克洛尔所属的省级选区为欧什加斯科涅县。

## 人口

1962-2008年间罗克洛尔人口变化图示

罗克洛尔于2022年1月1日时的人口数量为577人。